# Llista de banderes amb lluna creixent
Aquesta és una llista de banderes que usen la lluna creixent com a motiu de disseny.

## Lluna creixent amb estrella

### Creixent amb una sola estrella
- Bandera d'Algèria
- Senyera Naval d'Algèria
- Bandera de l'Azerbaidjan
- Bandera de la República Democràtica de l'Azerbaidjan (1918-1920)
- Bandera de Bahawalpur
- Bandera de Bòsnia (1878)
- Bandera de la Revolta Bòsnia (1831)
- Bandera de República Popular Soviètica de Bukharà (1921-1923)
- Bandera de Calcutta
- Bandera de Croàcia
- Senyera Civil i Militar de Croàcia
- Senyera Naval de Croàcia
- Bandera de Dir
- Bandera Moviment independentista del Turquestan Oriental
- Imperi Otomà (des de 1854 fins a 1922)
- Bandera d'Egipte (1914-1922)
- Bandera d'Hercegovina (Bosnians ca. 1760)
- Bandera de Hunza
- Bandera de l'All India Home Rule League
- Bandera de Johor
- Bandera de Kelantan
- Bandera de Kharan
- Bandera de la República Popular Soviètica de Coràsmia
- Bandera de Las Bela
- Bandera de Líbia
- Bandera de Makran
- Bandera de Kuala Lumpur
- Bandera de Malaca
- Bandera de Malàisia
- Bandera de Mauritània
- Bandera del Pakistan
- Bandera de la República del Rif
- Bandera de Selangor
- Bandera de República Unida Suvadiva
- Bandera de Terengganu
- Bandera de Tunísia
- Bandera de Turquia
- Bandera de la República Turca del Nord de Xipre
- Bandera del Sàhara Occidental

### Creixent amb constel·lació
- Bandera no oficial de les Illes Cocos (Austràlia)
- Bandea de Comores
- Bandera d'Egipte (1922-1952)
- Bandera de Singapur
- Bandera de Turkmenistan
- Bandera d'Uzbekistan

## Creixent i sol
- Bandera de Calcutta
- Bandera de Moldàvia[1]
- Bandera de Mongòlia
- Bandera del Nepal

## Altres dissenys
- Bandera de l'Iran
- Bandera d'Allande
- Bandera dels Bosnians
- Bandera de Brunei
- Bandera de Chimbote
- Bandera d'Iraq (proposta 2004)
- Bandera de la Lliga d'Estats Àrabs
- Bandera de les Maldives
- Bandera de Mayotte, França
- Creu Roja
- Organització de la Cooperació Islàmica
- Bandera de l'Imperi Otomà (1453-1854)
- Bandera de Carolina del Sud